# Équipe de Nouvelle-Calédonie de rugby à XV
L'équipe de Nouvelle-Calédonie de rugby à XV rassemble les meilleurs joueurs de rugby à XV de Nouvelle-Calédonie et est membre de la Federation of Oceania Rugby Unions.

## Histoire
La Ligue de rugby a été officiellement créée en 1964. Dès 1957, une poignée de dirigeants avaient jeté les bases de ce qui allait devenir le Comité régional de Rugby. Cependant des photos récemment découvertes attestent que dès le début du XXe siècle (en 1902), des matchs étaient régulièrement organisés en Nouvelle-Calédonie.
La Nouvelle-Calédonie, mené par son capitaine André Thévenot, remporte en 1987 la médaille aux Jeux du Pacifique Sud, défaisant en finales les Îles Cook 22 à 9. L'équipe remporte son second titre 8 ans plus tard à Tahiti en battant les locaux. Pour l'édition suivante, la compétition devient les jeux du Pacifique et le rugby à sept remplace le rugby à XV.

## Palmarès
- Jeux du Pacifique :
  -  : Médaille d'or en 1987 et 1995 ;
  -  : 1966 ;
  -  : 1979.

## Joueurs français qui auraient pu jouer pour la Nouvelle-Calédonie
- Vincent Pelo
- Dimitri Pelo
- Willy Taofifénua
- Jean-Jacques Taofifénua
- Joseph Taofifenua (Limoges)
- Aliki Fakate (Montpellier)
- Lyonel Vaïtanaki
- Sotele Puleoto
- Jocelino Suta (Toulon)
- Mikaele Tuugahala (Racing Club de France)
- Ismaël Sione
- Laurent Simutoga
- Patrice Maituku (CABB UNION BEGLES/BORDEAUX)
- Sébastien Vahaamahina